# はた迷惑な人たち

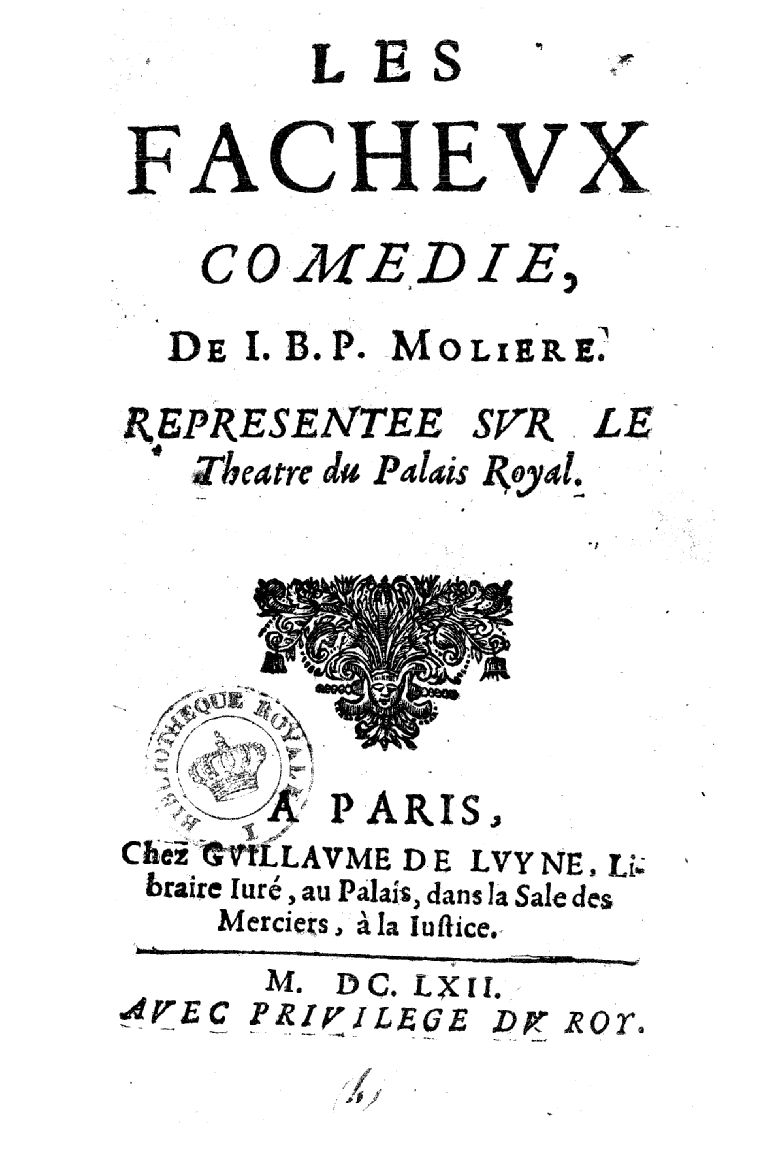
1662年に発行された同作の序頁

『はた迷惑な人たち』（仏語原題: Les Fâcheux）は、モリエールの戯曲。1661年発表。同年8月17日、ヴォー＝ル＝ヴィコント城にて初演。舞踊と音楽を融合させた、新たなジャンル「コメディ・バレ」の第1作目。

## 登場人物
- エラスト…侯爵。オルフィーズの恋人
- ラ・モンテーニュ…エラストの下僕
- ダミス…エラストの伯父。オルフィーズの後見人
- エスピーヌ…ダミスの下僕
- オルフィーズ…エラストの恋人
- アルカンドル…はた迷惑な人
- リザンドル…〃
- アルシドル…〃
- アルシップ…〃
- オラント…〃
- クリメーヌ…〃
- ドラント…〃
- カルティディス…〃
- オルマン…〃
- フィラント…〃

## あらすじ
エラストは宮廷の若い貴族で、オルフィーズと結婚しようとしているが、伯父であるデミスに結婚を反対されている。デミスはオルフィーズの後見人で、なお状況が悪い。エラストはオルフィーズとの逢瀬を楽しむために急いで彼女に会いに行こうとするが、自作の曲と踊りを批評してほしいとか、ピケに負けたので慰めてほしいとか、愛人にもつならどのような女性がいいかの論争に決着をつけてほしいとか、自分の学問的成果を国王に推薦してほしいなどの「はた迷惑な人たち」に邪魔をされてしまうのであった。ようやくオルフィーズの家の前に到着すると、そこにはダミスがいて、暴漢に絡まれていた。エラストはダミスを助け出す。危ないところをエラストに救われたダミスは考えを改めて、エラストとオルフィーズとの結婚を許すのだった。幕切れ。

## 成立過程
1661年8月17日、財務卿ニコラ・フーケは莫大な私財を投じて作らせた居城、ヴォー＝ル＝ヴィコント城にて、フランスの歴史でも一二を争うほど豪勢なパーティーを催した。本作はその余興のために、フーケの命で制作、上演されたものである。制作の命を受けてから上演まで2週間しかなかったため、様々な作家からアイデアを借用したなどと陰口を叩かれたが、宮廷での公演、ならびにその後のパリ市民向けの公演では大成功を収めた。音楽や舞踊と喜劇を合わせたこの作品は、演劇的な要素をすべて盛り込んだ、総合的なスペクタクルであった。それはこれまでの演劇にはない新しさがあったのである。このようなスタイルの戯曲はコメディ・バレと呼ばれ、モリエールはこれ以後も複数制作している。本作はその第1作目である。

## エピソード

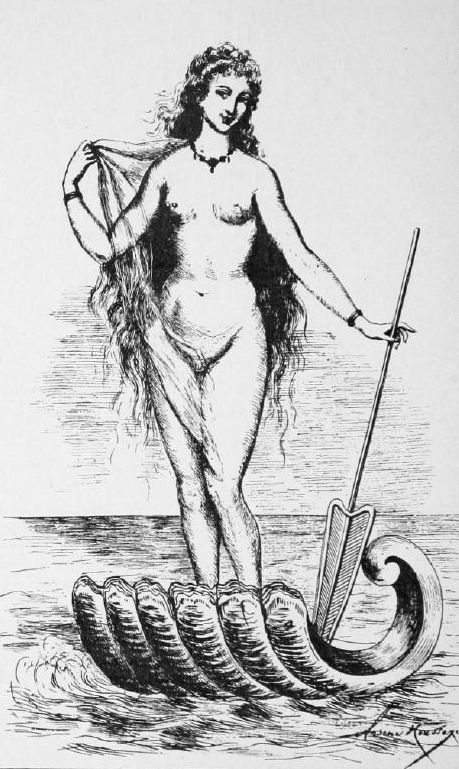
序幕で泉の精ナイアードを演じるアルマンド・ベジャール

- 序幕の「泉の精ナイアード」が貝殻の中から姿を現すシーンは、明らかにボッティチェリのヴィーナスの誕生を意識したものである[2]。

- 序幕とバレーのついた戯曲であるが、モリエールの手によるのは喜劇の部分のみである。序幕は詩人ペリソンが、バレーはボーシャンが制作した。ペリソンはフーケとともに逮捕され、ボーシャンは国王ルイ14世の舞踊の教師である[3]。

- フーケによって開かれたパーティーにはルイ14世が主賓として迎えられた。贅の限りを尽くしたパーティーに、国王は表面的には満足しているように見えたが、内心では配下であるはずのフーケが自分よりも遥かに富んでいることを知り、ショックを受けていたのであった。このパーティーから20日後に、フーケは公金横領の疑いで逮捕されてしまった。裁判は国王の意に沿って進められ、フーケは終身禁固刑となり、完全に失脚した。フーケはその莫大な私財を背景に、様々な芸術家を庇護していたが、失脚後は国王がその役割を担うようになった[3]。

## 評価
- フーケの開いたパーティーにはラ・フォンテーヌも招かれており、本作の初演を鑑賞した。初演の4日後、ローマにいた友人に宛てて本作を激賞する手紙を送っている。以下はその手紙の中で認められた、20行詩である[4]:

| これはモリエールの作品だ                           |
| この作家は独特のやり方で、                         |
| 目下宮廷中を魅了している。                         |
| その名は大いに喧伝されて、                         |
| ローマの彼方にも届いているだろう                   |
| 私は喜びに堪えないが、それも彼こそ我が党の士ゆえ。 |
| 君は覚えているか、かつて                           |
| 我々が声を合わせて断じたのを、                     |
| 彼こそやがてフランスにテレンティウスの             |
| 良き趣味とその風をもたらすだろうと。               |
| プラウトゥスはもはや平凡な道化でしかない           |
| だから喜劇を見るのがこれほどまでに                 |
| 楽しいことは絶えて一度もなかったのだ               |
| それというのも君、ゆめ思いたもうな                 |
| かつて称賛を受け、その当時には                     |
| 鮮やかだった種々の仕方に客が笑うのだなどと。       |
| 我々は方法を変えたのだ                             |
| ジョドレはすでに過去の人                           |
| そして今こそ一歩たりとも                           |
| 自然を離れてはならない                             |

ラ・フォンテーヌはプラウトゥスをあまり評価せず、テレンティウスの静かで品のいい芝居を高く評価していた。フランス演劇界では遥かにプラウトゥスの方が人気が高かったが、今日古典派と呼ばれる人たちの間ではプラウトゥスの方が人気が高かった。15行目の「その当時」とはプラウトゥスの時代を指しており、彼にとってはプラウトゥスの賑やかな作品よりも、本作のような、テレンティウスを想起させる静かで落ち着いた作品を見る方がずっと楽しいのであった。なぜなら「やり方を変えたから」である。18行目に現れるジョドレは、当時有名で、人気のあった喜劇役者のことである。極めて特徴的な姿をして舞台に立っており、その姿見たさに観客は増えたが、結局劇の内容に関係なく、単に姿やしぐさなどで笑いをとっているに過ぎなかった。このような個性を生かしたスタンドプレイに走るしかない役者は「過去の人」であり、当時の風俗を題材にとって攻撃対象とし、それを笑いに転化する手法こそ、新たなやり方であると、評価しているのである。

## 日本語訳
- 『うるさ方』川島順平訳、（モリエール全集 第三卷 所収）、中央公論社、1934年
- 『はた迷惑な人たち』秋山伸子訳、（モリエール全集 3 所収）、臨川書店、2000年